# Omega Andromedae
Omega Andromedae (ω And / 48 Andromedae / HD 8799) es una estrella de magnitud aparente +4,83 situada en la constelación de Andrómeda. Se encuentra a 92 años luz del sistema solar.
Omega Andromedae es una subgigante blanco-amarilla de tipo espectral F5IVe.
Con una temperatura efectiva de 6581 K, es 7,6 veces más luminosa que el Sol.
A partir de su diámetro angular, 0,70 milisegundos de arco, se puede estimar su verdadero diámetro, siendo éste 2,3 veces más grande que el diámetro solar.
Gira sobre sí misma con una velocidad de rotación igual o mayor de 57,1 km/s.
En cuanto a su contenido metálico, muestra una metalicidad inferior a la del Sol ([Fe/H] = -0,16).
Es más masiva que nuestra estrella —se estima que su masa es casi un 50% mayor que la del Sol— y tiene una edad aproximada de 2100 millones de años.
Omega Andromedae forma un sistema binario con una estrella 3,65 magnitudes más tenue. La actual separación visual entre ambas componentes es de 0,669 segundos de arco.